# Tanambe
Tanambe est une commune rurale malgache située dans la partie centre-nord de la région d'Alaotra-Mangoro. Elle appartient au district d'Amparafaravola.